# فرانسیسکو دی آلمیدا
فرانسیسکو دی آلمیدا (پرتغالی: Francisco de Almeida; ‏ زاده حدود 1450 – درگذشته 
1 مارس ۱۵۱۰ (۵۹−۶۰ سال)
) کاوش‌گر، سرباز، و سیاست‌مدار اهل پرتغال بود. او در ۱۵۰۵ به عنوان اولین نائب السلطنهٔ حکومت پرتغالی هند منصوب شد. او توانست هژمونی امپراتوری پرتغال در اقیانوس هند را تثبیت کند.